# Palazzo Natoli
O Palazzo Natoli é um palácio barroco do século XVIII localizado no centro histórico da cidade de Palermo, localizada na região italiana da Sicíliam Salita Salvatore, pertenceu a dinastia de príncipes Natoli. Foi construído em 1765 para o Marquês Vincenzo Natoli, que havia sido elevado por Charles III ao cargo de juiz nobre da Gran Corte .
O palácio foi reformado e transformado em apartamentos.

## Especificações
O Palazzo Natoli possui dois andares e encontra-se em um beco estreito ao lado da igreja do Santíssimo Salvador. A entrada monumental destaca os pilares, por isso foi feita ao final da fachada, onde se tem vista para uma pequena parte da praça na rua atrás da igreja.
Uma inscrição à esquerda e à direita da entrada traz o nome dos construtores: VINC.NATOLI RCPPERFECIT,  escritos em letras pequenas e datados de MDCCLXV  (1765 em algarismos romanos).
Dentro possui uma monumental escada dupla na entrada para as salas de recepção no primeiro andar, onde estão afrescos importantes de Gioacchino Martorana, como o Assunta e o culto de Vincent Ferrer.

## Literatura
- A. Gerbino:  Palazzo Natoli. Un itinerario settecentesco e un Pittore contemporaneo, Ed. Sciascia 1994, ISBN 0001018140
- Diana Malignaggi: La Pitture del Settecento uma Palermo. Attività divulgativa e didattica 1978, Soprintendenza ai Beni Artistici e Storici, Palermo 1978
- Giulia Sommariva: Nobiliari Palazzi di Palermo, D. Flaccovio 2004, ISBN 8877585986
- Cesare De Seta, Maria Antonietta Spadaro e Sergio Troisi: Palermo città d'arte:. Guida ai Monumenti di Palermo e Monreale, Ed. Ariete, 1998
- Maria Concetta Di Natale: La pittura dell'Ottocento em Sicilia Tra committenza, Critica d'arte e Collezionismo, Flaccovio, 2005
- Giovanni Evangelista Di Blasi,  Storia dei cronologica Vicere, luogotenenti e PresidenteI del Regno di Sicilia, 18 settembre Giuramento del 1761